# Сантафеде, Фабрицио
Фабрицио Сантафеде (итал. Fabrizio Santafede; 1560, Неаполь — 1634, Неаполь) — итальянский живописец академического направления неаполитанской школы .

## Биография
Фабрицио был уроженцем Неаполя. Его отец, Франческо Сантафеде, был живописцем. Первые профессиональные навыки Фабрицио Сантафеде получил у отца. Стажировался в мастерской неаполитанского художника Франческо Курии (1538—1608 / 1610), затем у Марко даль Пино (1525 — ок. 1587), работавшего в Неаполе в последние годы своей жизни. Вместе с Пино выполнил заказ для церкви Сан-Джованни-деи-Фьорентино в Неаполе.
Ранние произведения Фабрицио Сантафеде выполнены в стиле, близком тосканско-венецианскому маньеризму, настолько, что он заслужил «всеобщее признание и прозвание неаполитанского Рафаэля».
Фабрицио Сантафеде быстро завоевал авторитет в художественных кругах в Неаполе и имел собственную мастерскую. Алтарные и другие картины художника ещё при его жизни были востребованы в Апулии, Абруццо, Кампаньи и в Испании Габсбургов.
После прибытия в Неаполь Караваджо Фабрицио Сантафеде не остался в стороне от новых веяний натуралистической живописи. Позднее он приступил к изучению творчества караваджистов, таких как Санти ди Тито и Доменико Креспи, известного как Доменико Пассиньяно. В 1603 и 1608 годах ему были заказаны две работы для Пио-Монте-делла-Мизерикордиа в Неаполе: «Христос в доме Марфы и Марии» и «Святой Петр, воскрешающий Тавифу». Среди других примечательных картин следует упомянуть «Коронование Девы» (1601—1602) в церкви Санта-Мария-ла-Нова, «Мадонну и святых» (1606) в Монтеоливето, «Святой Иосиф и Иисус» в церкви Санта-Тереза-дельи-Скальци.
Помимо Неаполя Сантафеде выполнял заказы религиозных общин и знатных лиц в городах Рим, Болонья, Флоренция, Венеция. Приобретал произведения других художников и зарабатывал на жизнь их перепродажей.
Среди учеников Фабрицио Сантафеде были Массимо Станционе, Марко Меле и Джованни де Грегорио, известный как Пьетрафеса.

## Галерея

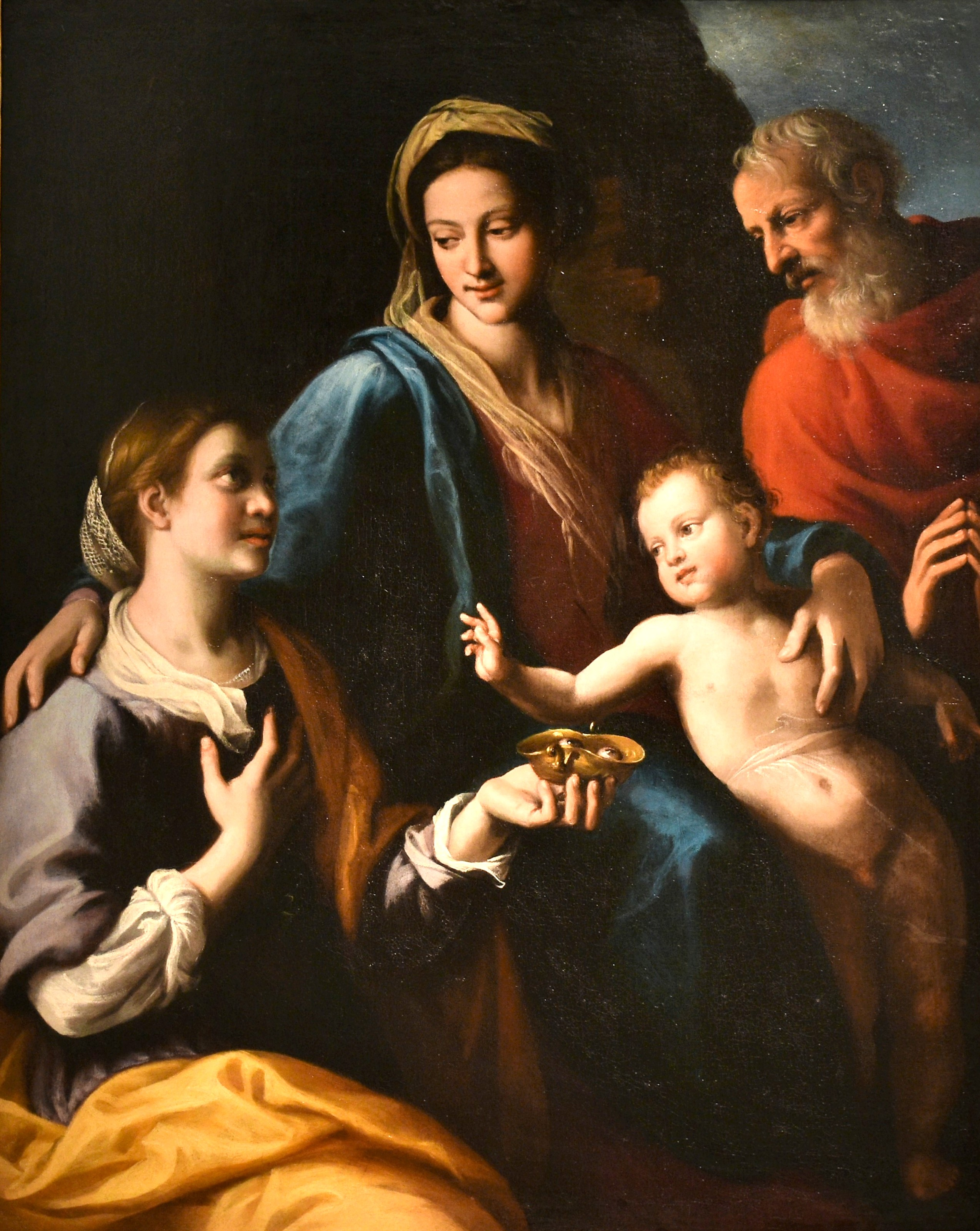
Мадонна Милосердия
Христос в доме Марфы и Марии. 1612. Холст, масло. Церковь Пио-Монте-делла-Мизерикордиа, Неаполь
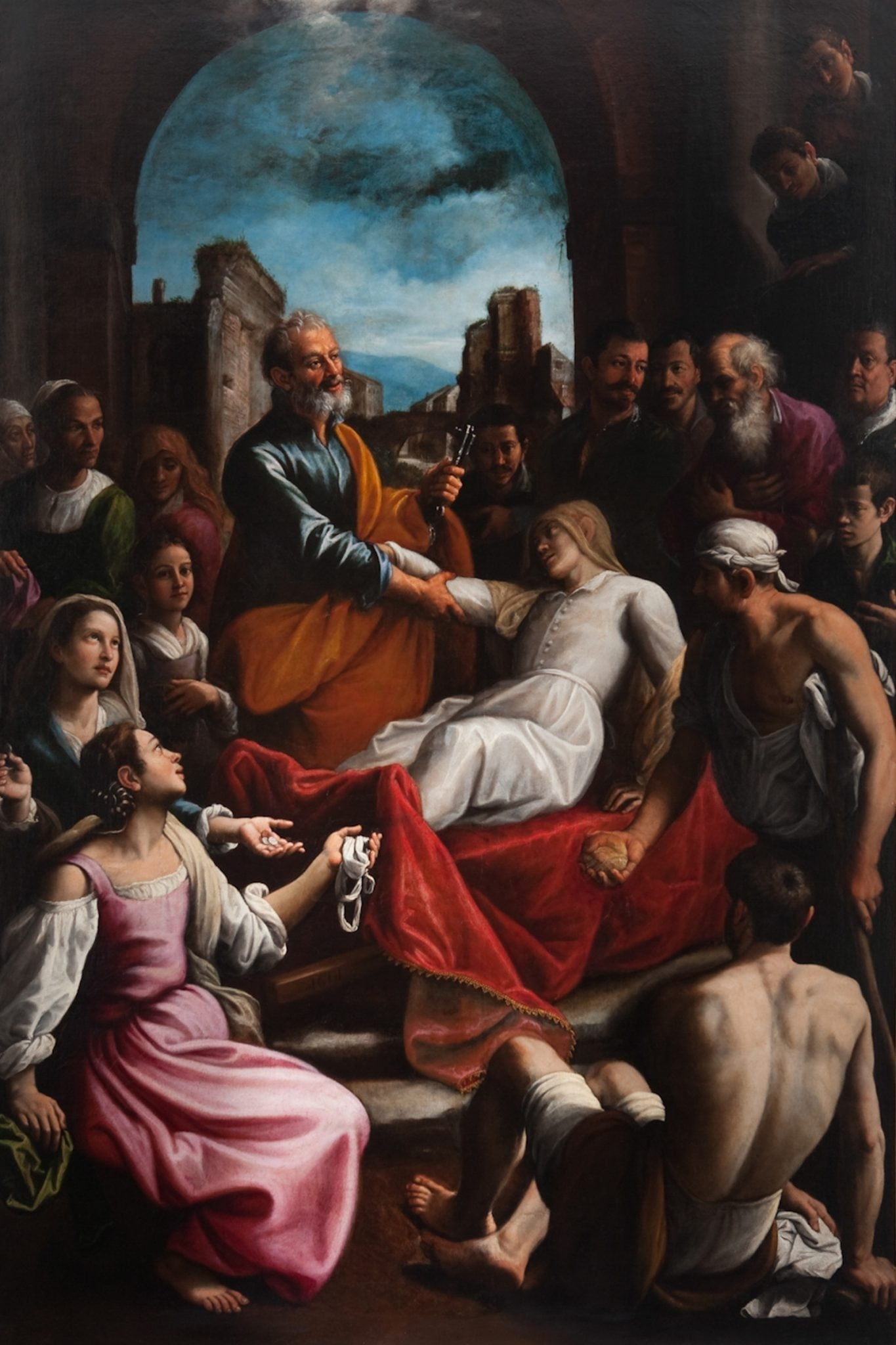
Святой Петр, воскрешающий Тавифу. 1612. Холст, масло. Церковь Пио-Монте-делла-Мизерикордиа, Неаполь
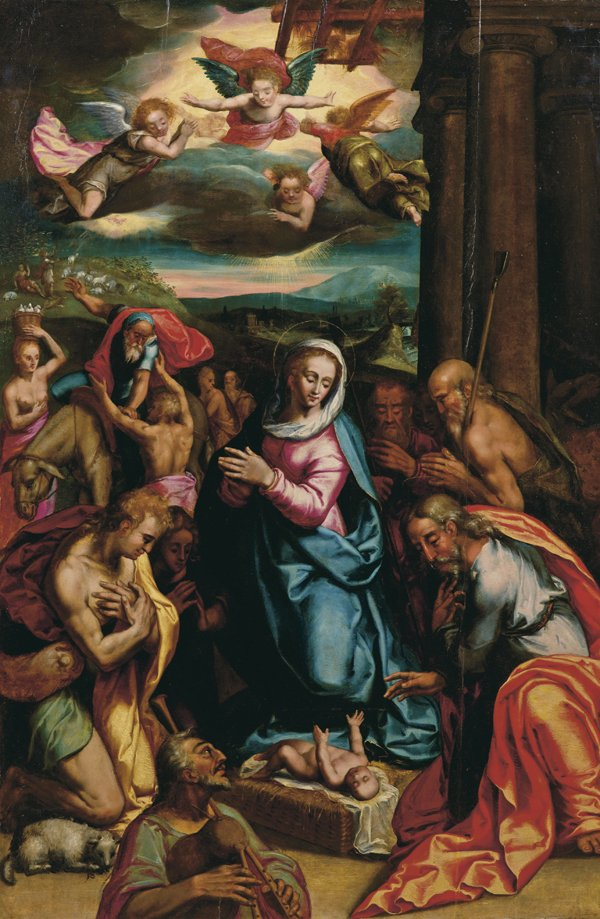
Поклонение пастухов.
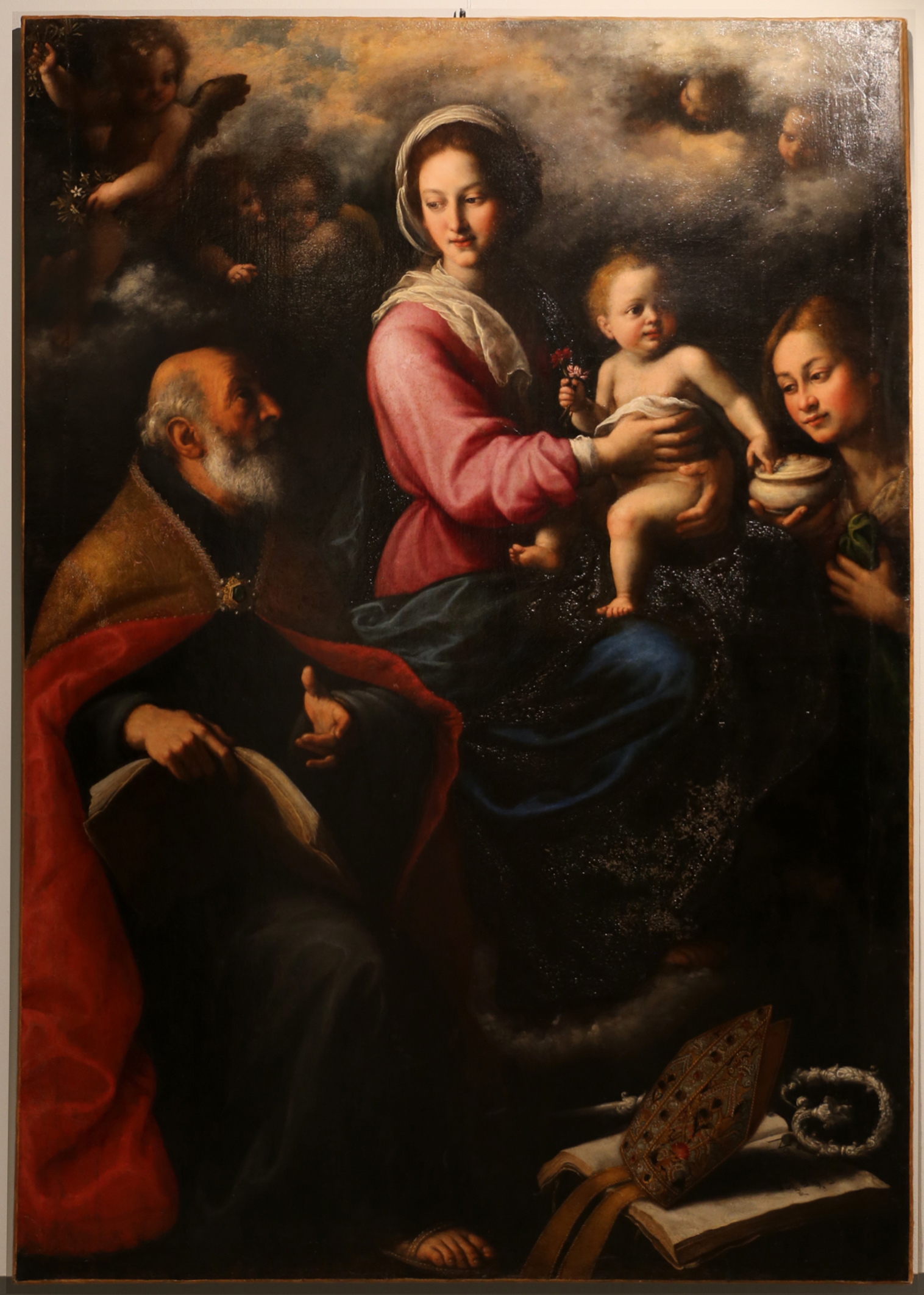
Мадонна с Младенцем, святыми Августином и Марией Магдалиной. Ок. 1610. Холст, масло. Национальный музей, Абруццо
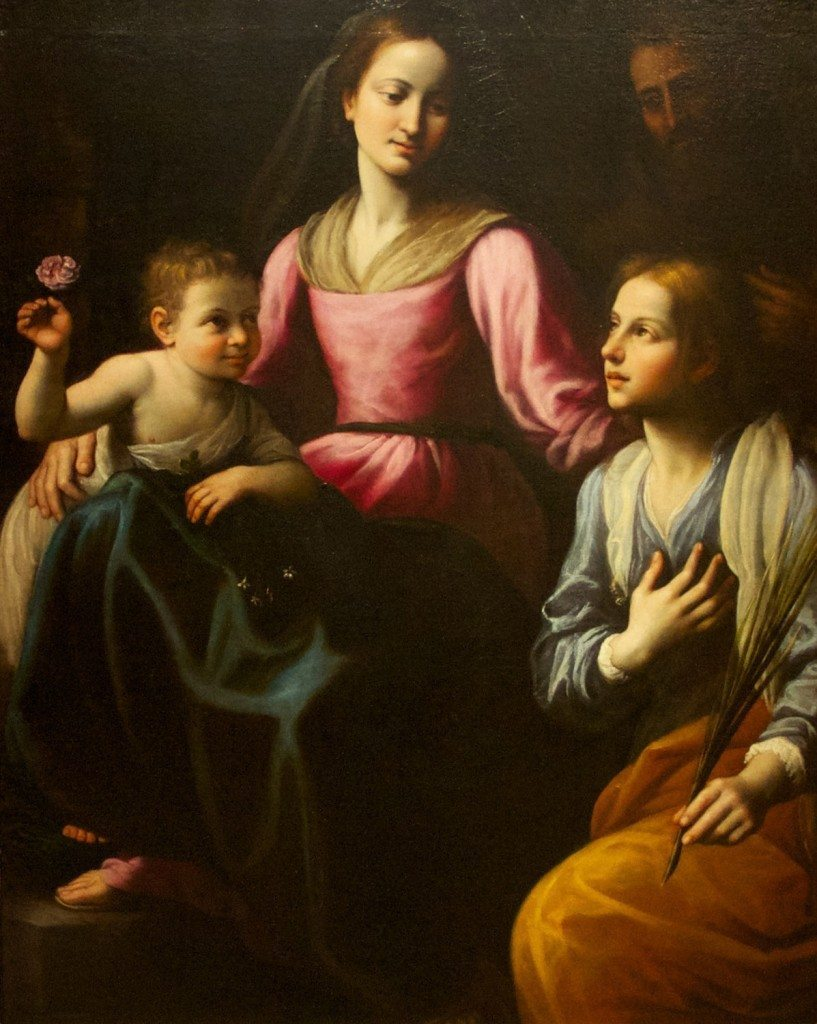
Мистическое обручение Святой Екатерины Александрийской. Между 1580 и 1634. Холст, масло. Государственный Эрмитаж, Санкт-Петербург
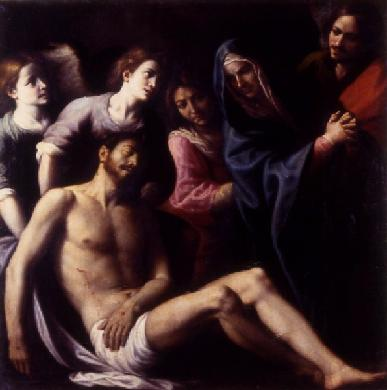
Погребение Христа. Холст, масло. Музей Кадиса, Испания
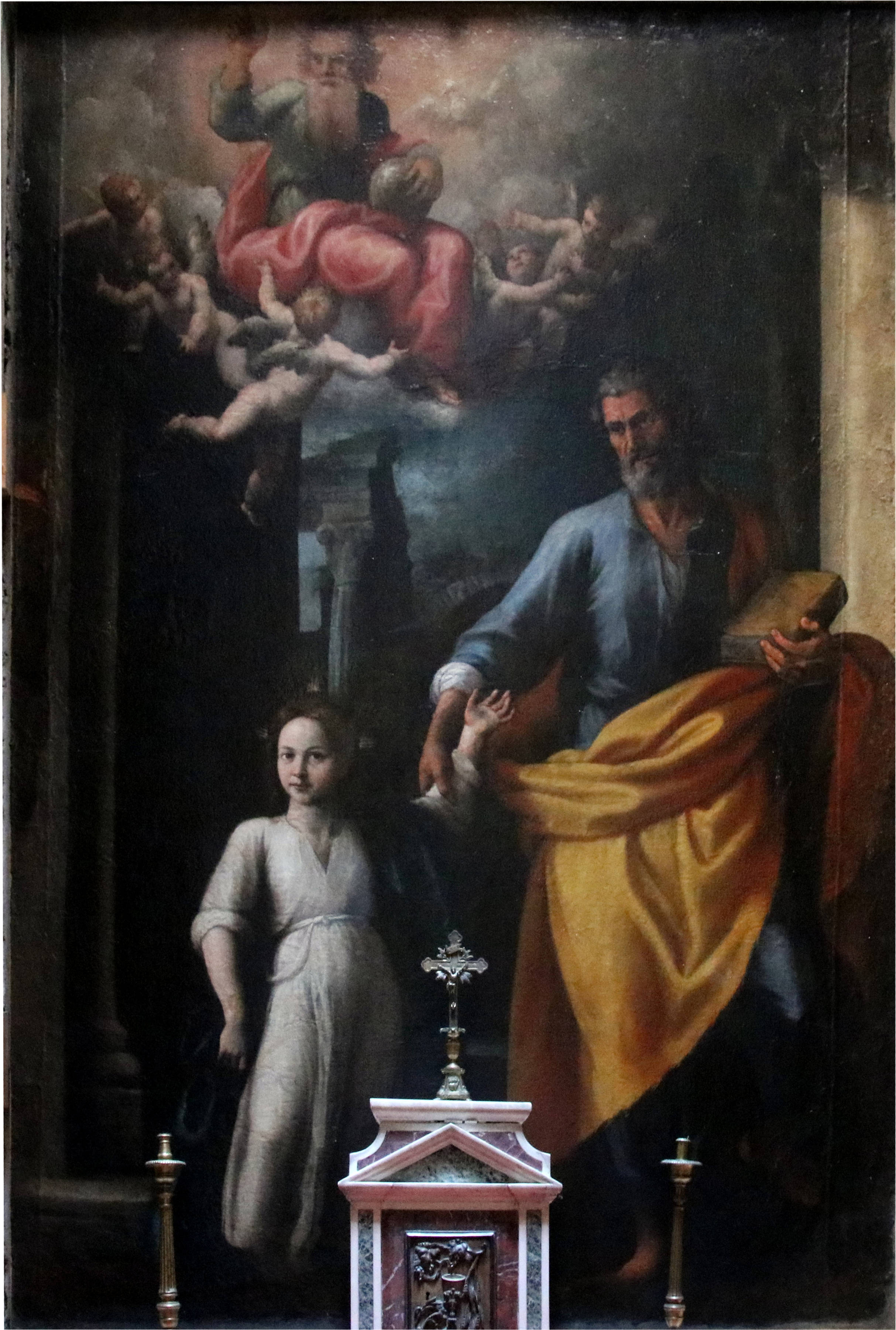
Святой Иосиф и Иисус. 1600-е. Холст, масло. Церковь Санта-Тереза-дельи-Скальци, Неаполь